# ليفين ويندر
ليفين ويندر هو سياسي أمريكي، ولد في 4 سبتمبر 1757 في مقاطعة سومرست في الولايات المتحدة، وتوفي في 1 يوليو 1819 في بالتيمور في الولايات المتحدة. نشط حزبياً في الحزب الفيدرالي الأمريكي. وقد انتخب عضو مجلس النواب لولاية ماريلند ‏ وانتخب حاكم ماريلاند ‏ (25 نوفمبر 1812 – 2 يناير 1816).